# Porto do Son
Porto do Son ist eine spanische Gemeinde in der Provinz A Coruña der Autonomen Gemeinschaft Galicien. Die Gemeinde hat 9.064 Einwohner (Stand: 2024). Die Gemeinde Porto do Son umfasst eine Sammlung von Küstenstädten und -dörfern, darunter der Ort Porto do Son selbst und andere Ort wie Portosín. Das Gebiet hat viele Strände sowie Überreste einer alten keltischen Festung, der Castro de Baroña.

## Lage
Porto do Son nimmt die nordöstliche Seite der Barbanza-Halbinsel ein und grenzt somit an die Gemeinden der Comarca Barbanza, Boiro, A Pobra do Caramiñal und Ribeira. Im Nordosten grenzt sie an die Gemeinden Noia und Lousame. Die Banbanza-Halbinsel ist eine sehr hügelige Region. Der Großteil der Bevölkerung befindet sich in Küstennähe. 

## Bevölkerungsentwicklung der Gemeinde
Legende: Son___Puerto del Son___Porto do Son

## Gemeindegliederung
Die Gemeinde Porto do Son ist in zehn Parroquias gegliedert:
| Parroquias        | Patrozinium   | Einwohner 2024 | Fläche km² | Dichte Einw./km² | Höhe msnm | Ortskennzahl |
| ----------------- | ------------- | -------------- | ---------- | ---------------- | --------- | ------------ |
| Baroña            | San Pedro     | 643            | 13,84      | 46               | 97        | 15071010000  |
| Caamaño           | Santa María   | 563            | 6,11       | 92               | 24        | 15071020000  |
| Goiáns            | San Sadurniño | 1.678          | 7,02       | 239              | 13        | 15071030000  |
| Miñortos          | San Martiño   | 478            | 3,52       | 136              | 57        | 15071050000  |
| Nebra             | Santa María   | 701            | 16,32      | 43               | 62        | 15071070000  |
| Noal              | San Vicente   | 2.328          | 9,38       | 248              | 6         | 15071080000  |
| Queiruga          | Santo Estevo  | 795            | 5,17       | 154              | 95        | 15071090000  |
| Ribasieira        | San Fins      | 79             | 9,68       | 8                | 181       | 15071100000  |
| San Pedro de Muro | San Pedro     | 844            | 10,10      | 84               | 0         | 15071060000  |
| Xuño              | Santa Mariña  | 1.016          | 12,80      | 79               | 24        | 15071040000  |

## Wirtschaft
| Ackerbau, Viehzucht und Fischerei                                                  | 0315  | 010,67 |
| Industrie                                                                          | 0506  | 017,14 |
| Bauwirtschaft                                                                      | 0285  | 09,65  |
| Dienstleistungsbetriebe                                                            | 1.847 | 062,55 |
| Total                                                                              | 2.953 | 100,00 |
| * Daten aus dem Statistischen Amt für Wirtschaftliche Entwicklung in Galicien, IGE |       |        |